# Paraptenomela cuprina
Paraptenomela cuprina är en skalbaggsart som beskrevs av Soula 2002. Paraptenomela cuprina ingår i släktet Paraptenomela och familjen Rutelidae. Inga underarter finns listade i Catalogue of Life.